# Joaquín Abril Martorell
Joaquín Abril Martorell (Picasent, 1928) es un ingeniero y político español, actualmente miembro del Partido Popular (PP), aunque ha sido miembro de otros partidos políticos en el pasado.

## Biografía
Ingeniero aeronáutico, Abril Martorell fue miembro de Unión de Centro Democrático (UCD), formación política que gobernó España desde 1977 hasta 1982. Participó en la campaña de las elecciones generales de 1979 en la circunscripción de Valencia, donde su hermano, Fernando Abril Martorell, encabezaba la lista de UCD y fue reelegido diputado al Congreso. Cuando la UCD se disolvió tras el fracaso electoral de 1982, se incorporó a la nueva formación política creada por el expresidente del Gobierno, Adolfo Suárez, el Centro Democrático y Social (CDS). En las elecciones generales de 1986 encabezó la lista del CDS por la circunscripción de Valencia, siendo elegido diputado, aunque la decisión de encabezar la lista fue tomada por la dirección electoral del CDS y rechazada en Valencia. Fue reelegido en las elecciones de 1989. Después, al igual que los otros 16 diputados del CDS, perdió su escaño en las elecciones de 1993. Con la práctica desaparición del CDS, se unió al Partido Popular y, tras la victoria electoral de 1996 de la formación que lideraba por José María Aznar, fue nombrado secretario de Estado de Transportes e Infraestructuras, cargo que mantuvo dos años, hasta septiembre de 1998.